# Adult Film Association of America
Pour les articles homonymes, voir AFAA.
L'Adult Film Association of America (AFAA) a été la première association professionnelle représentant les intérêts de l'industrie du film pornographique aux États-unis. Ses activités consistaient à combattre la censure des films pour adultes, s'opposer aux poursuites visant des producteurs pornographiques pour obscénité et à décerner des prix au cours d'une cérémonie annuelle.

## Historique

### Fondation
L'association a été fondée en 1969 à Kansas City par un groupe de producteurs, distributeurs de films pour adultes et d'exploitant de salles spécialisées,. Ses objectifs sont de s'opposer à toute forme de censure des films pornographiques, de soutenir les membres qui seraient poursuivis pour obscénité, et de rédiger des amicus curiae dans des affaires légales liées à la pornographie. L'initiative de cette création revient à Sam Chernoff, de la société « Astro-Jemco Film Co. », qui a envoyé des invitations au congrès fondateur aux membres les plus connus de l'industrie. Chernoff en devient également le premier Président. David F. Friedman est le troisième président en 1971.

### Actions juridiques
Sur le plan légal, l'une des premières actions de l'association est d'engager quelques juristes américains spécialisés dans les questions liées au premier amendement, qui sont à l'époque peu nombreux. Ceux-ci développent un kit de conseils à appliquer dans les procédures légales pour obscénité que subissent alors fréquemment les membres de l'AFAA,. Des représentants de l'association sont entendus dans le cadre de la Commission présidentielle sur l'obscénité et la pornographie (en) convoquée par Lyndon Johnson, puis devant des commissions du Congrès. Ils y présentent le credo de l'AFAA, selon lequel la pornographie doit être réservée aux adultes à tous les niveaux (producteurs, réalisateurs, acteurs et spectateurs), s'opposant ainsi à toute forme de pédopornographie. Ils estiment donc que les films respectant ces conditions ne devraient pas être censurés, ni ceux qui les réalisent et y participent poursuivis. 
En 1988, l'association intervient dans l'affaire affectant le producteur Harold Freeman, que l'État de Californie poursuit pour proxénétisme pour avoir payé des acteurs afin de les faire participer à un film pornographique. Elle finance la défense de Freeman afin de combattre l'idée qu'un tournage pornographique professionnel équivaut à organiser des actes de prostitution. Après un jugement défavorable en première instance, la Cour suprême de Californie innocente Freeman en adoptantpour l'essentiel la position proposée par l'AFAA. 

### Les AFAA Awards
À partir de 1977, la notoriété de l'AFAA se développe avec la création de récompenses pour les acteurs de l'industrie pornographique décernées annuellement,. Les cérémonies d'annonces des récompenses sont des « shows » permettant de mettre en valeur l'industrie du cinéma pornographique américain et ses participants. Occasionnellement, des célébrités qui ne font pas partie du monde de la pornographie y assistent. Elles ne sont pas cependant dénuées de controverses. Les cérémonies sont régulièrement la cible de manifestants religieux hostiles ; l'une d'elles est retardée par l'explosion d'un fumigène dans la salle. Certains producteurs basés sur la côte est s'estiment lésés par rapport à ceux de la côte ouest, qui dominent l'association et remportent la plupart des prix. De même, les prix remportés par des films produits par des membres du bureau de l'AFAA suscitent des critiques. L'une de ces controverses, qui éclate lorsque le film Virginia remporte le prix de la meilleure scène érotique, est à l'origine de la création de la X-Rated Critics Organization, qui crée des prix concurrents, les Heart-On Awards. Au total, 10 cérémonies sont organisées, la dernière ayant eu lieu en 1986. 

### Dissolution et postérité
Aux débuts de l'association, les films sont diffusés exclusivement dans des salles spécialisées. Dans les années 1970, la vidéo se développe rapidement chez les particuliers. Afin de couvrir ce nouveau marché, l'AFAA change à cette époque son nom en Adult Film and Video Association of America (AFVAA), puis en Adult Video Association (AVA). En 1991, l'AVA fusionne avec le Free Speech Legal Defence Fund pour créer la Free Speech Coalition qui devient alors principale association professionnelle des producteurs américains de pornographie, et reprend les activités de lobbying anti-censure et de soutien aux membres poursuivis au titre de lois anti-obscénité de l'AFAA.

## Palmarès des AFAA awards

### Best Actor (Meilleur acteur)
- 1977 : Jamie Gillis (The Opening of Misty Beethoven)[6]
- 1978 : Jamie Gillis (A Coming of Angels)[6]
- 1979 : Aldo Ray (Sweet Savage)[6]
- 1980 : Jamie Gillis (The Ecstasy Girls)[6]
- 1981 : John Leslie (Talk Dirty To Me)[7]
- 1982 : John Leslie (Wicked Sensaations)[7]
- 1983 : John Leslie (Talk Dirty To Me Part II)[7]
- 1984 : Paul Thomas (Virginia)[7]
- 1985 : John Leslie (pour Dixie Ray et Every Woman Has A Fantasy)[8]
- 1986 : Jerry Butler (Snake Eyes)[9]

### Best Actress  (Meilleure actrice)
- 1977 : Jennifer Welles (Little Orphan Sammy)[6]
- 1978 : Georgina Spelvin (Desires Within Young Girls)[6]
- 1979 : Desiree Cousteau (Pretty Peaches)[6]
- 1980 : Samantha Fox (Jack 'N' Jill)[6]
- 1981 : Samantha Fox (Tramp)[7]
- 1982 : Georgina Spelvin (The Dancers)[7]
- 1983 : Veronica Hart (Roommates)[7]
- 1984 : Kelly Nichols (In Love)[7]
- 1985 : Rachel Ashley (Every Woman Has A Fantasy)[8]
- 1986 : Gloria Leonard (Taboo American Style (The Miniseries))[9]

### Best Supporting Actor  (Meilleur acteur de second rôle)
- 1977 : Carlos Tobalina (Tell Them Johnny Wadd Is Here)[6]
- 1978 : John Leslie (A Coming of Angels)[6]
- 1979 : Roger Caine (Bad Penny) et John Seeman (Sweet Savage)[6]
- 1980 : Bobby Astyr (People)[6]
- 1981 : Richard Pacheco (Talk Dirty To Me)[7]
- 1982 : R. Bolla (Outlaw Ladies) et Richard Pacheco (Nothing To Hide)[7]
- 1983 : Jamie Gillis (Roommates)[7]
- 1984 : Ron Jeremy (Suzie Superstar)[7]
- 1985 : Ron Jeremy (All The Way In)[8]
- 1986 : John Leslie (Taboo IV)[9]

### Best Supporting Actress (Meilleure actrice de second rôle)
- 1977 : Georgina Spelvin (Ping Pong)[6]
- 1978 : Annette Haven (A Coming of Angels)[6]
- 1979 : Georgina Spelvin (Take Off)[6]
- 1980 : Georgina Spelvin (The Ecstasy Girls)[6]
- 1981 : Georgina Spelvin (Urban Cowgirls)[7]
- 1982 : Holly McCall (Nothing To Hide)[7]
- 1983 : Veronica Hart (Foxtrot)[7]
- 1984 : Kay Parker (Sweet Young Foxes)[7]
- 1985 : Chelsea Blake (Great Sexpectations)[8]
- 1986 : Lisa De Leeuw (Raw Talent)[9]

### Best Director (Meilleur réalisateur)
- 1977 : Henry Paris (The Opening of Misty Beethoven)[6]
- 1978 : Alex de Renzy (Baby Face)[6]
- 1979 : Armand Weston (Take Off)[6]
- 1980 : Henri Pachard (Babylon Pink)[6]
- 1981 : Tsanusdi (Urban Cowgirls)[7]
- 1982 : Anthony Spinelli (Nothing To Hide)[7]
- 1983 : Chuck Vincent (Roommates)[7]
- 1984 : Henri Pachard (The Devil In Miss Jones Part II)[7]
- 1985 : Anthony Spinelli (Dixie Ray)[8]
- 1986 : Henri Pachard (Taboo American Style)[9]

### Best Film (Meilleur film)
- 1977 : The Opening of Misty Beethoven[6]
- 1978 : Desires Within Young Girls[6]
- 1979 : Legend of Lady Blue[6]
- 1980 : Babylon Pink[6]
- 1981 : Talk Dirty to Me et Urban Cowgirls[7]
- 1982 : Nothing to Hide[7]
- 1983 : Roommates[7]
- 1984 : The Devil in Miss Jones, Part II[7]
- 1985 : Dixie Ray, Hollywood Star[8]
- 1986 : Taboo American Style 1: The Ruthless Beginning[9]

### Best Screenplay (Meilleur scénario)
- 1977 : The Opening of Misty Beethoven[6]
- 1978 : Desires Within Young Girls[6]
- 1979 : Legend of Lady Blue[6]
- 1980 : The Ecstasy Girls[6]
- 1981 : The Budding of Brie[7]
- 1982 : The Dancers[7]
- 1983 : Roommates[7]
- 1984 : In Love[7]
- 1985 : Dixie Ray, Hollywood Star[8]
- 1986 : Raw Talent[9]

### Best Sex Scene (Meilleure scène de sexe)
- 1984 : Virginia (pas de scène précise)[7]
- 1985 : Firestorm (la Red Scene)[8]
- 1986 : New Wave Hookers et Passage Thru Pamela (ex æquo)[9]